# Vingerhoedskruiduitbreekkommetje
Het vingerhoedskruiduitbreekkommetje (Pyrenopeziza digitalina) is een schimmel uit de familie Ploettnerulaceae. Het leeft saprotroof op de basis van oude stengels van vingerhoedskruid (Digitalis purpurea).

## Kenmerken
De asci meten tot 30 µm lang. De ascosporen meten 6-8 × 1,5-2 µm.

## Verspreiding
In Nederland komt het vingerhoedskruiduitbreekkommetje zeldzaam voor.